# جشنواره فیلم کن ۱۹۹۹
در پنجاه و دومین دوره جشنواره فیلم کن نخل طلا به فیلم رزتا به کارگردانی برادران داردن رسید. ابوالفضل جلیلی، محسن مخملباف، ناصر تقوایی نیز با فیلم قصه‌های کیش کاندیدای نخل طلا شدند.

## هیئت داوران

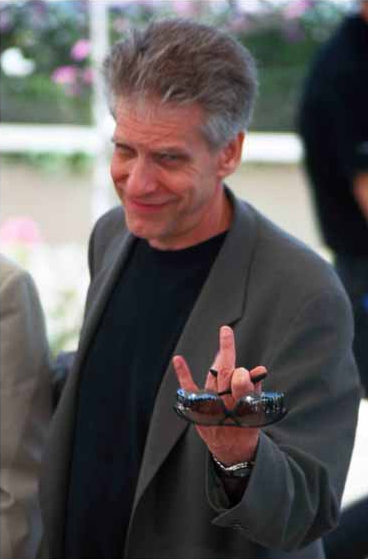
دیوید کراننبرگ، رئیس هیئت داوران

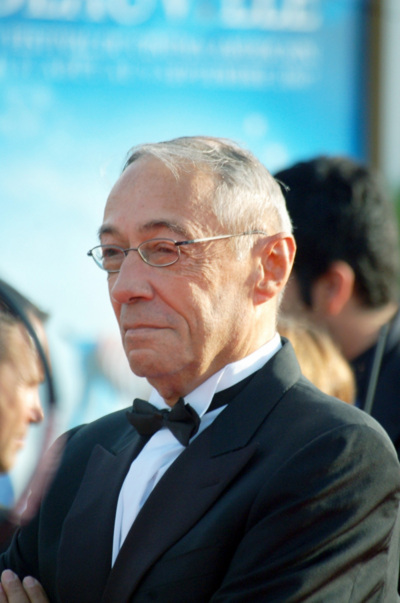
آندره تشینه، عضو داوران

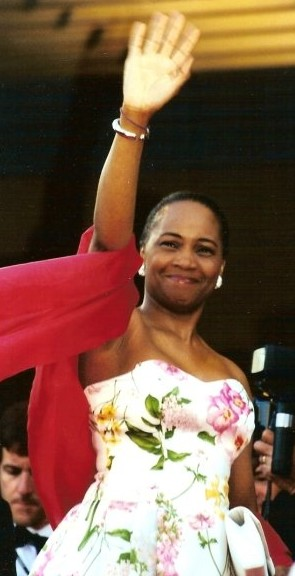
باربارا هندریکس، عضو داوران

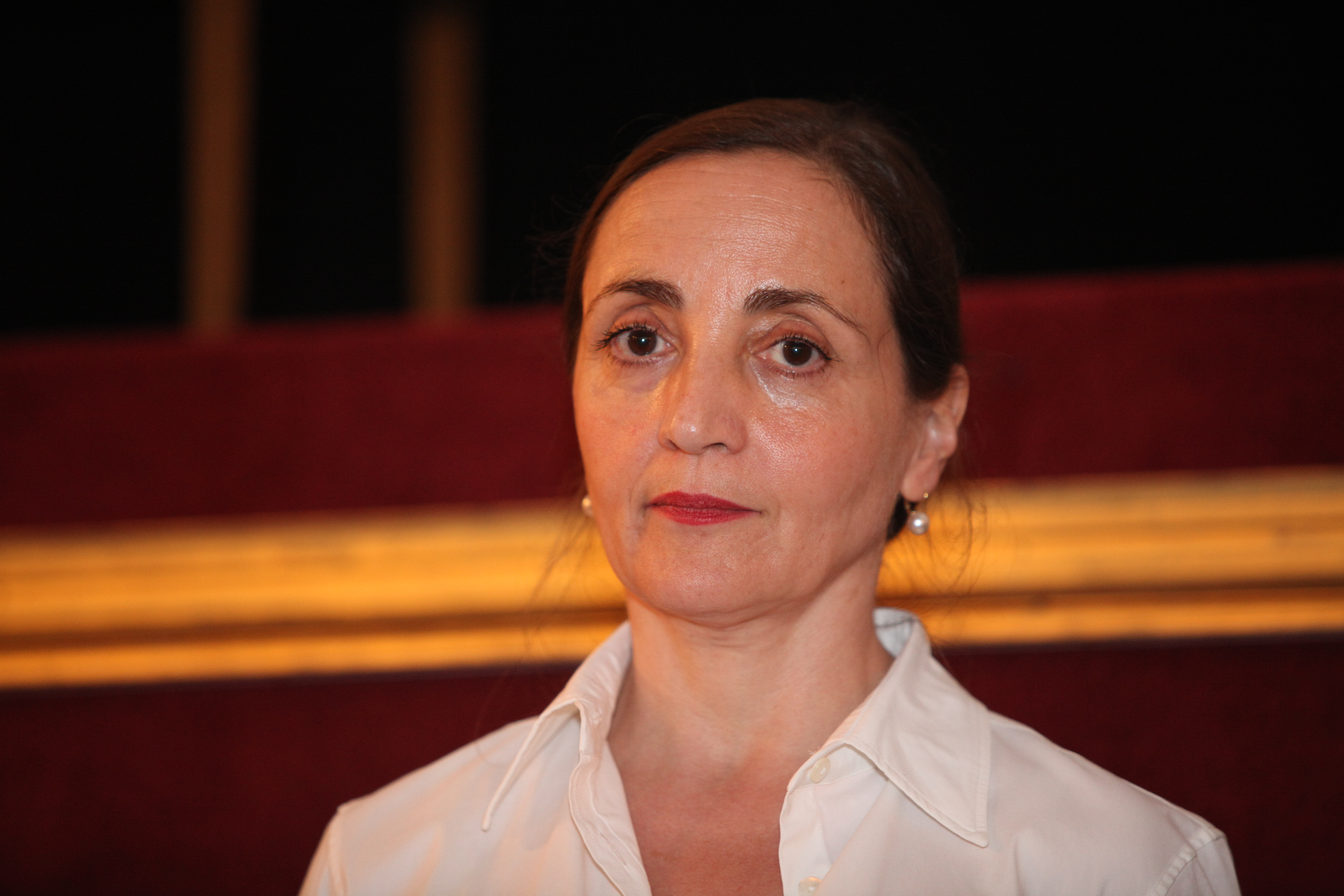
دومینیک بلان، عضو داوران

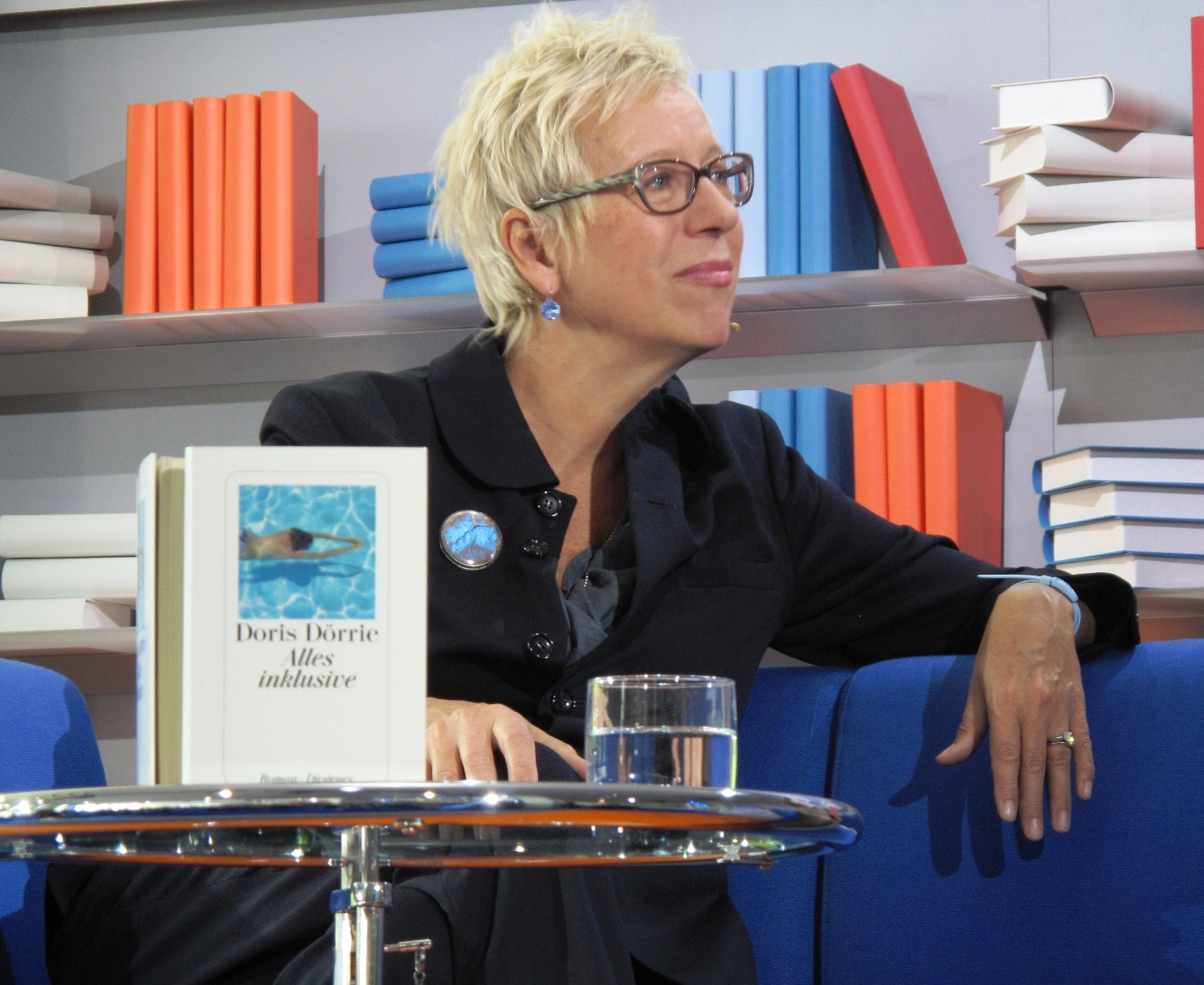
دوریس دوریه, عضو داوران

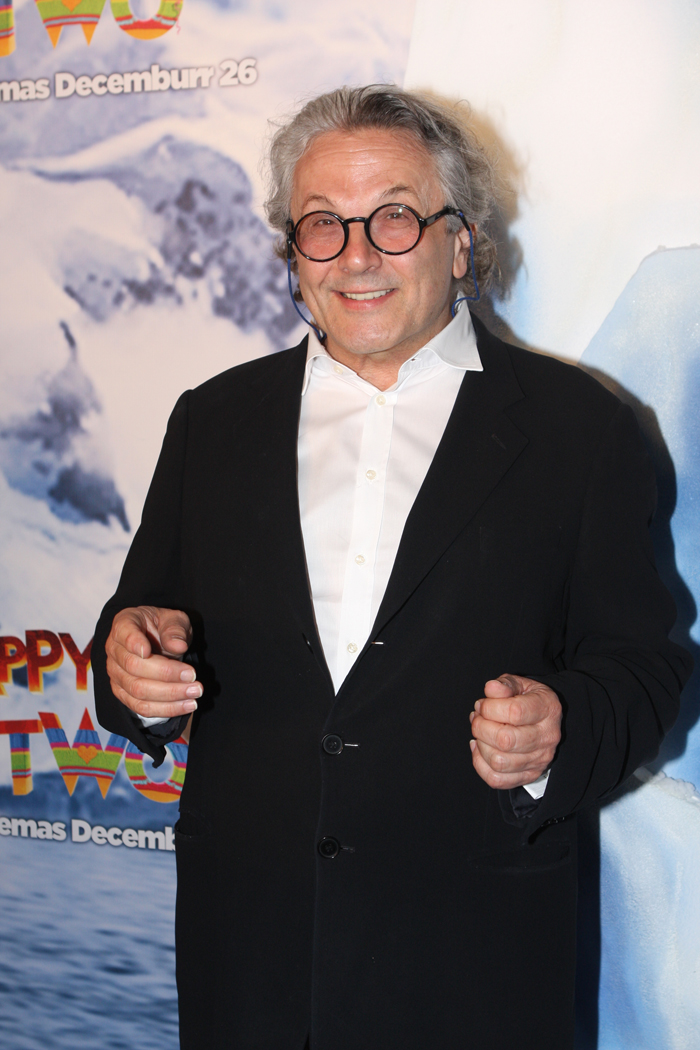
جرج میلر، عضو داوران

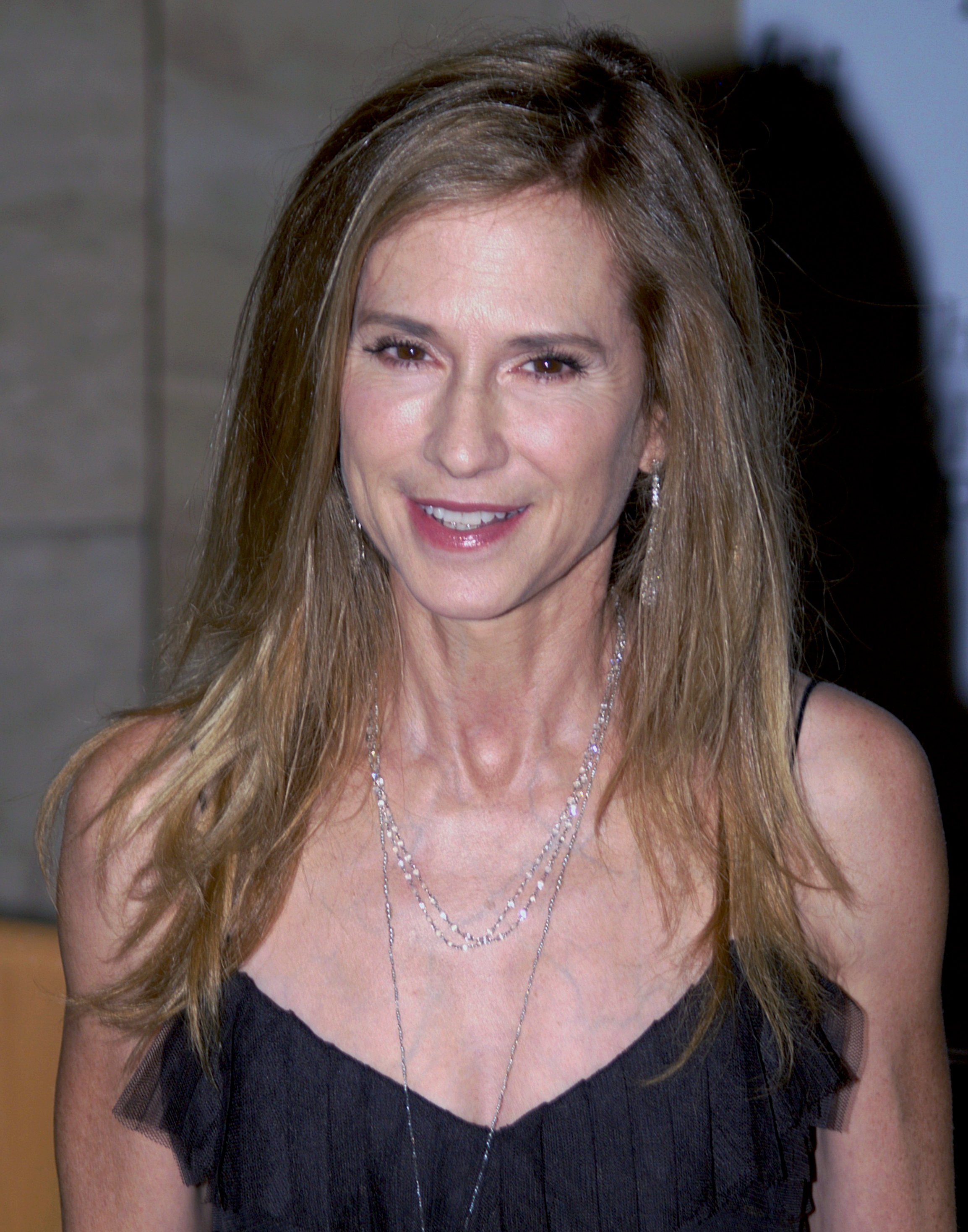
هالی هانتر، عضو داروان

|                        |  |                              |
| جف گلدبلوم، عضو داوران |  | ماوریتسیو نیکه‌تی، عضو داوران |

- دیوید کراننبرگ
- آندره تشینه
- باربارا هندریکس
- دومینیک بلان
- دوریس دوریه
- جرج میلر
- هالی هانتر
- جف گلدبلوم
- ماوریتسیو نیکه‌تی
- یاسمینا رضا

## مسابقه
فیلم‌های زیر برای بخش مسابقه انتخاب شده‌اند:
- ۸½ Women - پیتر گرینوی
- گهواره خواهد جنبید - تیم رابینز
- کسی به سرهنگ نامه نمی‌نویسد - آرتورو ریپستاین
- Felicia's Journey - آتوم اگویان
- قصه‌های کیش - ابوالفضل جلیلی، محسن مخملباف، ناصر تقوایی
- گوست داگ: سلوک سامورایی - جیم جارموش
- امپراتور و آدم‌کش - چن کایگه
- Kadosh - عاموس گیتای
- کیکوجیرو - تاکشی کیتانو
- انسانیت - برونو دومو
- پرستار - مارکو بلوکیو
- La lettre - مانوئل دی الیویرا
- زمان دوباره به‌دست آمد - رائول روئیز
- لیمبو - جان سیلس
- مولوخ - الکساندر سوکوروف
- Nos vies heureuses - Jacques Maillot
- پولا ایکس - لئوس کاراکس
- رزتا - برادران داردن
- داستان استریت - دیوید لینچ
- Tin seung yan gaan - Nelson Yu Lik-wai
- همه‌چیز درباره مادرم - پدرو آلمودوار
- Wonderland - مایکل وینترباتم

## برندگان
- نخل طلا: رزتا (فیلم) - برادران داردن
- جایزه بزرگ (جشنواره فیلم کن): انسانیت (فیلم) - برونو دومو
- جایزه هیئت داوران جشنواره فیلم کن: La lettre - مانوئل دی الیویرا
- جایزه بهترین بازیگر مرد جشنواره فیلم کن: Emmanuel Schotté برای انسانیت (فیلم)
- جایزه بهترین بازیگر زن جشنواره فیلم کن:
  - سورین کنیل برای انسانیت (فیلم)
  - امیلی دوکن برای رزتا (فیلم)
- جایزه بهترین کارگردان جشنواره فیلم کن: پدرو آلمودوار برای همه‌چیز درباره مادرم
- نخل طلایی فیلم کوتاه: When the Day Breaks - Wendy Tilby and Amanda Forbis
- جایزه بهترین فیلم‌نامه جشنواره فیلم کن: مولوخ - الکساندر سوکوروف
- دوربین زرین: مارانا سیماسانام - مورالی نایر